# Semiothisa eleonora
Semiothisa eleonora es una especie de polilla perteneciente a la familia Geometridae, descrita por el naturalista francés Charles Joseph de Villers en 1789. Se encuentra en el suroeste de Asia, incluyendo India, Sri Lanka y la isla de Taiwán.

## Descripción
Es una polilla mediana con una envergadura de unos 42 milímetros (1,7 plg). Las alas anteriores con el margen exterior ligeramente angulado en la vena 4. El macho presenta la tibia posterior dilatada. El macho es de color grisáceo pizarroso. Los palpos, antenas y abdomen son anaranjados, excepto en el dorso. Las alas anteriores con una línea antemedial curvada y ondulada indistinta. Cuenta con una amplia banda medial blanca no alcanza la costa, con una línea más allá de ella doblada hacia afuera por debajo de la costa y casi unida por una mancha naranja fuscosa proveniente de la costa. Los cilios son blanquecinos, fuscosos por debajo del ápice. Las alas posteriores con una amplia banda medial blanca que encierra una mancha en el extremo de la celda y con una línea oscura en su borde exterior, más allá de la cual se encuentran dos manchas naranjas con reflejos negros. Las alas inferiores, y a menudo las superiores, presentan una mancha negra en el centro. Cilios blancos. Cara ventral con la base del ala naranja. 
La hembra cuenta con una mayor irritación color ceniza. A menudo se ve teñida de rojizo y con una banda gris pálida. Los cilios son color fuscous. La parte ventral cuenta con área externa anaranjada y manchas blancas. La larva es verdosa, con rayas amarillas dorsales y sublaterales, o marrón con rayas blancas.
En la unión ventral del fémur y la tibia de la pata trasera se encuentran órganos en cepillo emparejados, que se utilizan como productoras de feromonas.
La larva es una plaga que ataca a Mimosa rubicaulis y Acacia concinna.